# Громова Уляна Матвіївна
Уля́на Матві́ївна Гро́мова (нар. 3 січня 1924, Сорокине — 16 січня 1943, там само) — радянська підпільниця, член штабу підпільної молодіжної організації «Молода гвардія». Герой Радянського Союзу (1943).

## Життєпис
Народилася в селищі (нині — місто) Сорокине Луганської області, в родині робітника. Закінчила середню школу № 6 м. Краснодона.
Під час німецької окупації Краснодона в роки Другої світової війни увійшла до складу молодіжної підпільної групи «Молода гвардія», брала активну участь в її діяльності.
Заарештована і, після допитів і катувань, страчена. Похована у братній могилі в м. Сорокине Луганської області.

## Нагороди
Указом Президії Верховної Ради СРСР від 13 вересня 1943 року Громовій Уляні Матвіївні було присвоєне звання Героя Радянського Союзу (посмертно).
Нагороджена орденом Леніна (13.09.1943) і медаллю.

## Вшанування пам'яті
Ім'ям Уляни Громової названо вулиці і провулки в низці населених пунктів України і Росії.
У Луганську встановлено її погруддя.